# Тамала (приток Хопра)
Тамала — река в России, протекает по территории Ртищевского района Саратовской области и Тамалинского района Пензенской области. Устье реки находится в 775 км по правому берегу реки Хопра. Длина реки — 41 км, площадь её водосборного бассейна — 318 км².

## Данные водного реестра
По данным государственного водного реестра России относится к Донскому бассейновому округу, водохозяйственный участок реки — Хопёр от истока до впадения реки Ворона, речной подбассейн реки — Хопер. Речной бассейн реки — Дон (российская часть бассейна).